# La Salle (Saona y Loira)
 La Salle  es una población y comuna francesa, en la región de Borgoña, departamento de Saona y Loira, en el distrito de Mâcon y cantón de Lugny.

## Demografía
| 413 | 422 | 393 | 448 | 464 | 440 |
| Para los censos de 1962 a 1999 la población legal corresponde a la población sin duplicidades (Fuente: INSEE [Consultar]) |     |     |     |     |     |